# Koto Tuo (Tanah Kampung)
Koto Tuo is een bestuurslaag in het regentschap Sungai Penuh van de provincie Jambi, Indonesië. Koto Tuo telt 739 inwoners (volkstelling 2010).